# Immeuble au 5, allée Brancas de Nantes
L'immeuble, bâti au XVIIIe siècle, est situé au no 5 de l'allée Brancas à Nantes, en France. L'immeuble a été inscrit au titre des monuments historiques en 1935.

## Historique
Le bâtiment est inscrit au titre des monuments historiques par arrêté du 10 mai 1935.